# Шланг

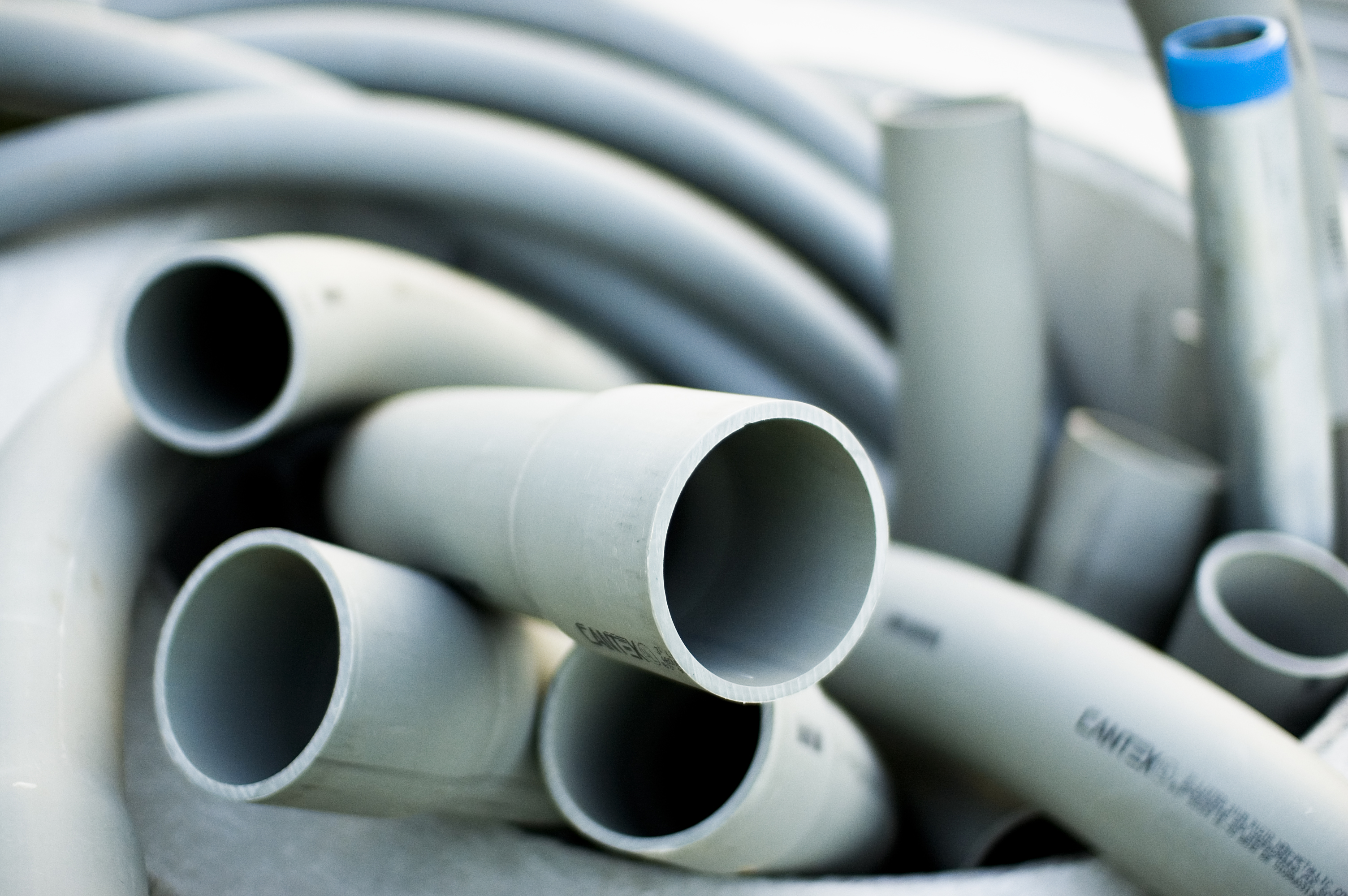
Шланги з ПВХ без армування

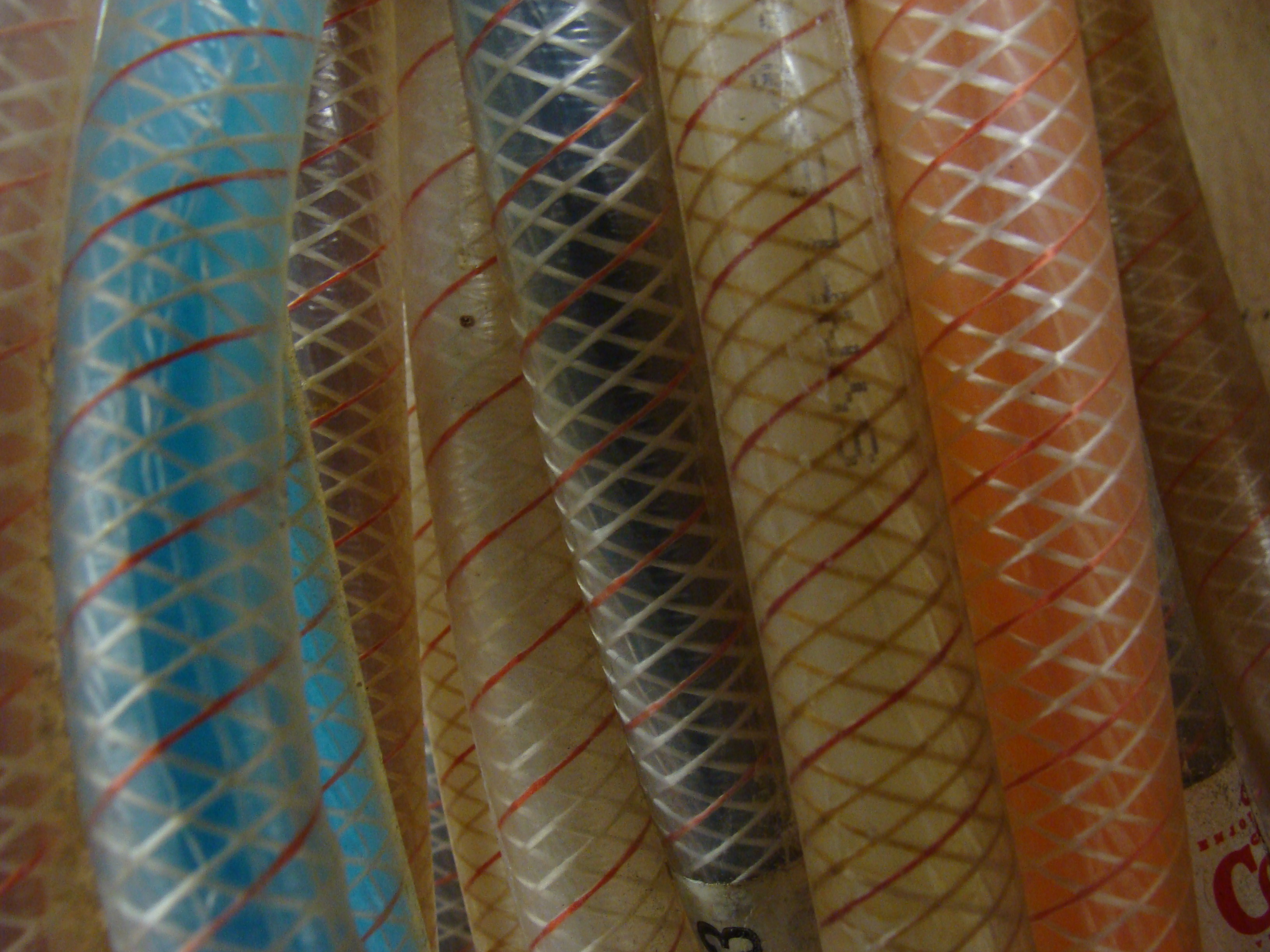
Приклади поліуретанових армованих шлангів

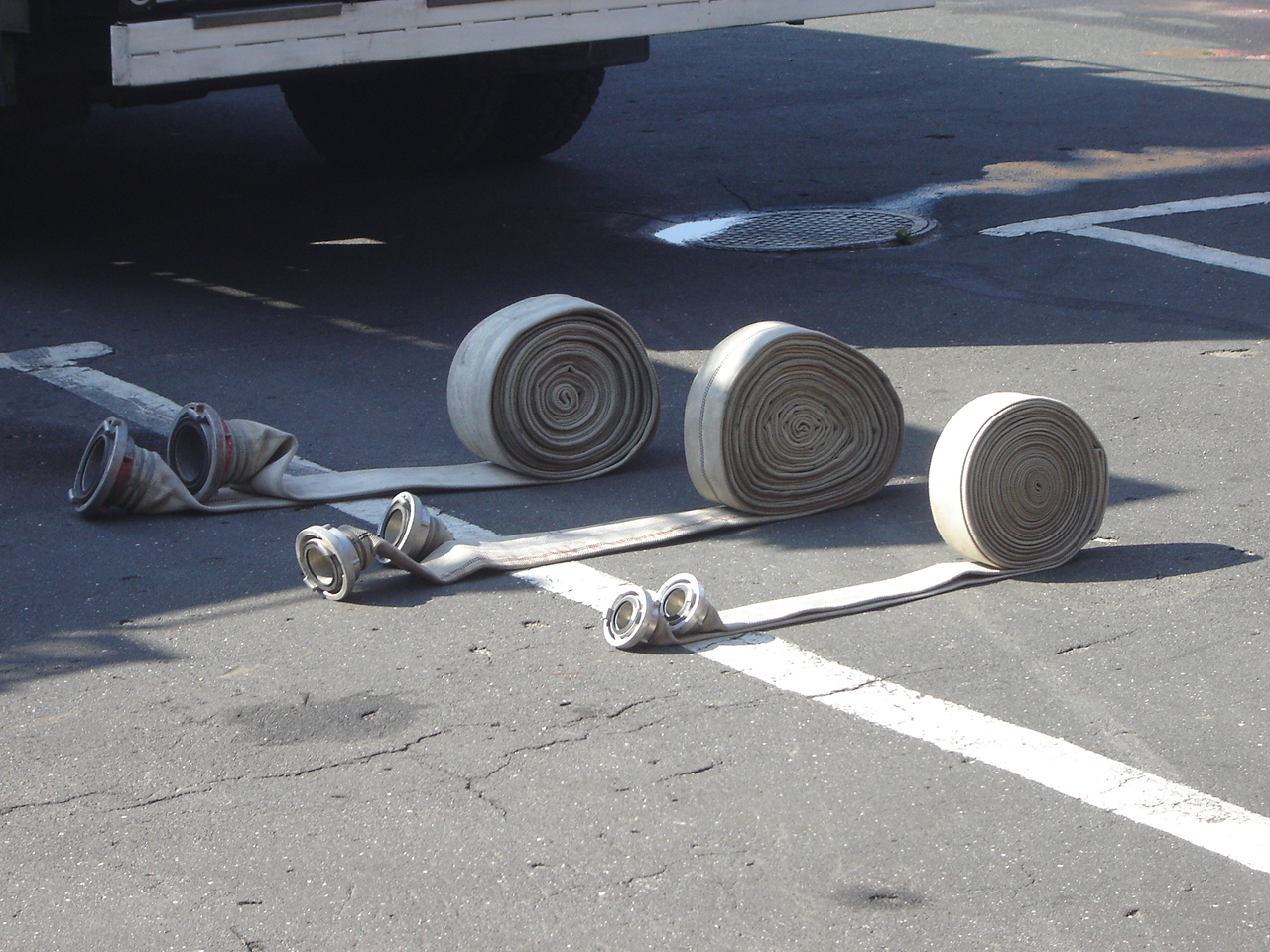
Пожежні рукави з брезентової тканини

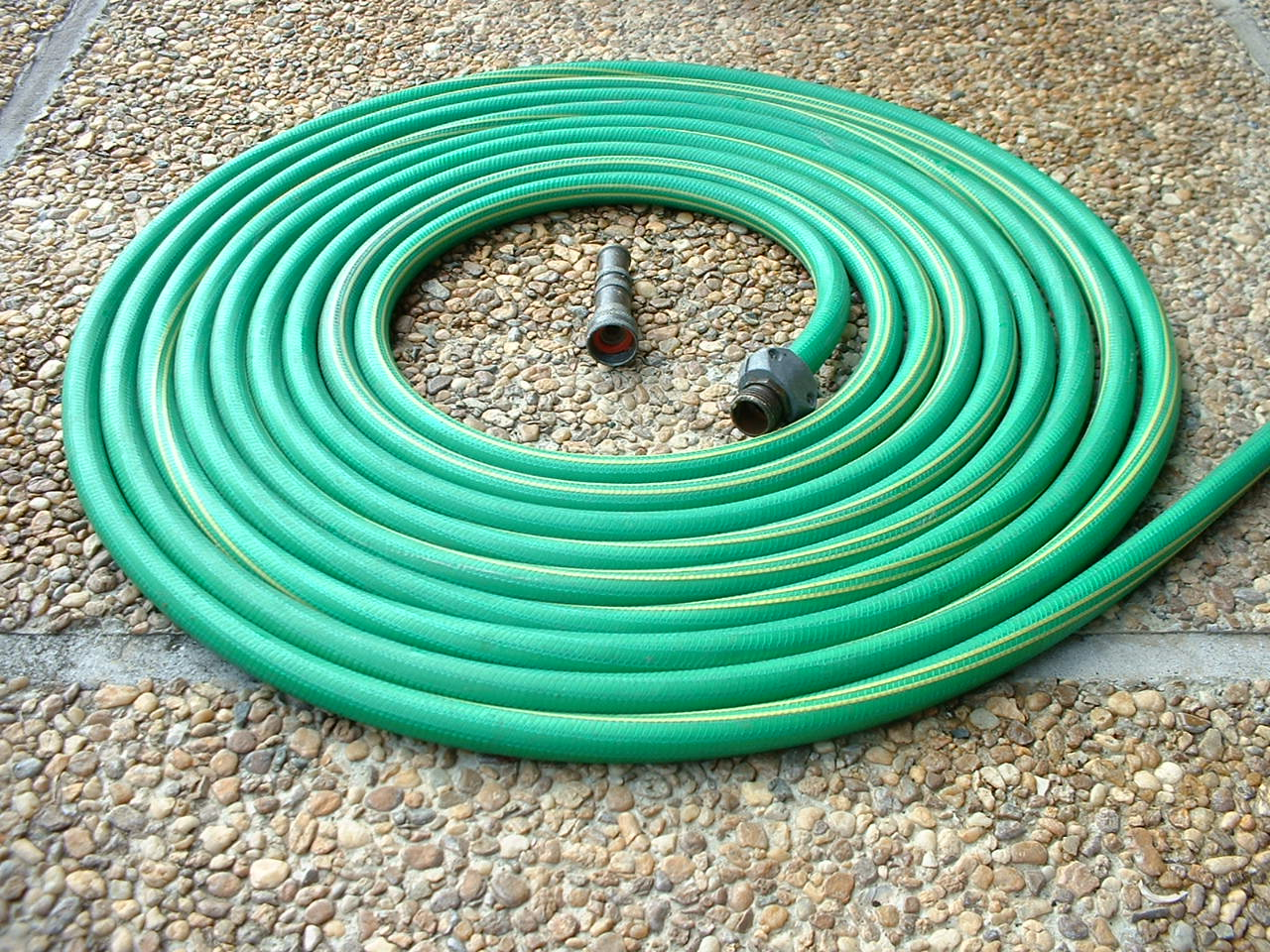
Садовий шланг з ПВХ і фітингом на кінцях

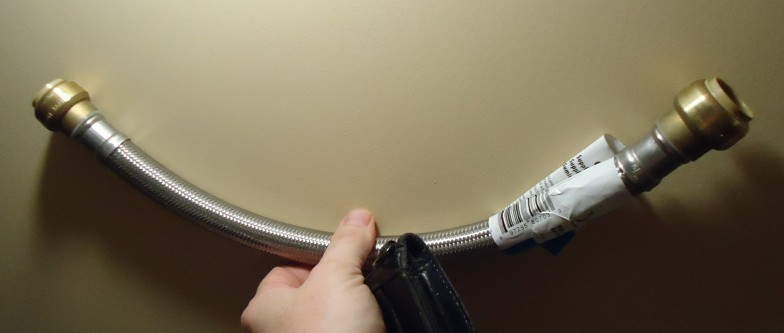
Рукав високого тиску

Шланг або рукав (від нід. Slang — змія, шланг, нім. Schlange — змія) — гнучка труба для відведення, передачі, всмоктування рідини, сипких речовин, газів тощо. Шланги (рукави) відносяться до трубопроводів, що мають велику гнучкість. Гнучкі трубопроводи поділяються на такі типи:
- рукави високого тиску, що зміцнені металом (армовані, з металевим обплетенням, з металевим навиттям та ін.);
- шланги — гумові чи пластикові рукави без армування або з текстильним чи ПВХ каркасом.

## Призначення
Промислові шланги (рукави) знаходять широке застосування у різних сферах виробництва, за призначенням їх можна умовно розділити на такі групи:
- рукави для обладнання харчової промисловості;
- шланги для деревообробки і деревообробних верстатів;
- вентиляційні шланги;
- шланги й рукави для зрідженого газу та газозварювального обладнання[2];
- маслобензостійкі та хімічно стійкі шланги;
- шланги для сільського господарства — іригаційні, для сільгоспмашин, поливальні;
- для гірничо-збагачувальних комбінатів, кар'єрів, гірничодобувної промисловості і шахт.

Зазвичай шланги використовуються у поєднанні із затискачами, ніпелями, фітингами, наконечниками для керування потоками тощо.

## Класифікація
За видом середовища, що по них транспортується рукави (шланги) маркують за класами:
Б — бензин, гас, мінеральні оливи на нафтовій основі;
В — вода (технічна);
КЩ — це рукави для перекачування кислот, лугів, інших хімічно активних речовин концентрацією до 20%.
Г — повітря, вуглекислий газ, інертні гази;
П — харчові речовини (питна вода, етиловий спирт, вино, пиво, молоко тощо);
Ш — абразивні матеріали (пісок, розчини для штукатурних і малярних робіт тощо).
За видом навантаження:
- напірні[4];
- напірно-усмоктувальні[3];
- усмоктувальні (вакуумні).

За матеріалом виготовлення стінки:
- гумові;
- полівінілхлоридні;
- поліуретанові;
- силіконові;
- металеві;
- з брезентової або синтетичної тканини із спеціальним просоченням;
- поліамідні тощо.

За видом армування стінки:
- ПВХ спіраль;
- текстильний каркас;
- металевий корд;
- без армування

## Характеристики

### Напірно-усмоктувальні рукави
При виробництві даного виробу особлива увага приділяється його гнучкості, міцності каркаса і герметичності з'єднань, адже рукави напірно-всмоктувальні нерідко працюють в складних температурних умовах. Робоча температура для подібного рукава безпосередньо залежить від типу клімату, в якому він експлуатується: в холодному кліматі — від −50 до +90 °C; в помірному кліматі — від −35 до +90 °C; в тропічному кліматі — від −10 до +90 °C; тиск 1,2 МПа, робочий вакуум: 0,08 МПа.
Часто в промисловості використовуються рукави з металевим обплетенням, що надає рукаву додаткової міцності і термостійкості: аж до температури в 190 °С і тиску до 5 МПа. Даний вид рукавів напірно-всмоктувальних використовується для перекачування розплавленого бітуму.

### Рукави високого тиску неармовані
Рукави високого тиску (РВТ) є, як правило, гнучкими шлангами зі спеціальної гуми, що є стійкою до технічних олив та бензину. Конструкція рукава найчастіше забезпечена металевою обплетенням та накидними гайками на кінцях. Отриманий рукав витримує вплив високого тиску до 30 МПа і температури від −50°С до +70°С. Рукави високого тиску широко застосовуються як гнучкі трубопроводи для подачі технічних рідин під високим тиском в гідравлічних та масляних системах машин і спецтехніки.

### Армовані рукави високого тиску
Армований рукав — це той рукав (шланг), у якого між внутрішнім і зовнішнім шарами матеріалу (не важливо, пластик це або гума) проходять металеві нитки. Армований рукав набагато міцніший і зносостійкіший, ніж його неармований аналог. Через це такий шланг характеризується більшою механічною жорсткістю і великою масою, але довговічність та надійність таких рукавів є суттєво вищою. Рукав армований з пластмас або гуми може працювати при температурах від −40 до +200 °C, витримує тиск до 100 МПа (окремі види — до 300 МПа), здатний тривалий час чинити опір високоабразивним сумішам і є досить універсальним.